# Giacomo Porfida
Giacomo Porfida, in den Quellen Iacobus de Cavallina († 1480) war ein italienischer römisch-katholischer Bischof.
Iacobus, Kanoniker in Benevent, wurde am 11. August 1452 zum Bischof von Lacedonia ernannt. Am 30. Januar 1463 wurde er zum Bischof von Ariano ernannt, am 8. April 1463 beglich er bei der Camera Apostolica seine Servitienverpflichtung.